# Fischbachau
Fischbachau er en kommune i Landkreis Miesbach i Regierungsbezirk Oberbayern i den tyske delstat Bayern.

## Geografi
Fischbachau ligger i østenden af den vidtstakte dal til floden Leitzach, ved foden af bjerget Breitenstein (1.622 moh.). Byen ligger 15 km sydøst for Miesbach, 25 km sydvest for Rosenheim, 32 km nordvest for Kufstein, og 60 km fra delstatshovedstaden München.

### Inddeling
I kommunen ligger ud over Fischbachau, landsbyerne Birkenstein, Hammer, Hagnberg, Aurach, Elbach, Auerberg, Hundham og Wörnsmühl.